# Марк Цецилий Сервилиан
Mарк Цецилий Сервилиан (на гръцки: Καικίλιος Σερουιλιανός; на латински: Marcus Caecilius Servilianus) е римски управител на провинция Тракия (legatus Augusti pro praetore Thraciae) по времето на август Комод през 186 г.
Произхожда от знатния римски род Цецилии. Участва в издаването на монетни емисии чрез градските управи на Филипопол (дн. Пловдив), Пауталия (дн. Кюстендил), Хадрианопол (дн. Едирне), Никополис ад Иструм (дн. с. Никюп, по това време част от провинция Тракия) и Анхиало (дн. Поморие). Името му е известно и от надпис от Филипопол (дн. Пловдив).